# Hoa hậu Chuyển giới Quốc tế 2023
Hoa hậu Chuyển giới Quốc tế 2023 là cuộc thi Hoa hậu Chuyển giới Quốc tế lần thứ 17 được tổ chức tại Pattaya, Thái Lan Vào ngày 24 tháng 6 năm 2023. Hoa hậu Chuyển giới Quốc tế 2022 Fuschia Anne Ravena đến từ Philippines đã trao lại vương miện cho người kế nhiệm là cô Solange Dekker đến từ Hà Lan.

## Kết quả
| Kết quả                          | Thí sinh |
| -------------------------------- | --- |
| Hoa hậu Chuyển giới Quốc tế 2023 | - Hà Lan – Solange Dekker |
| Á hậu 1                          | - Singapore – Qatrisha Zairyah Kamsir |
| Á hậu 2                          | - Hoa Kỳ – Melony Munro |
| Top 6                            | - Mexico – Ivanna Cazares - Philippines – Lars Pacheco - Thái Lan – Arissara Kankla                                                                    |
| Top 11                           | - Trung Quốc – Mika - Colombia – Ange La Furcia - Tây Ban Nha – Victoria Fernandes - Venezuela – Miranda Monasterios - Việt Nam – Nguyễn Hà Dịu Thảo § |

§: Thí sinh được vào thẳng Top 11 do chiến thắng giải bình chọn nhiều nhất.

### Thứ tự công bố
| 1. Việt Nam 2. Philippines 3. Hoa Kỳ 4. Venezuela 5. Hà Lan 6. Singapore 7. Tây Ban Nha 8. Mexico 9. Trung Quốc 10. Colombia 11. Thái Lan | 1. Thái Lan 2. Hoa Kỳ 3. Mexico 4. Singapore 5. Hà Lan 6. Philippines | 1. Hà Lan 2. Hoa Kỳ 3. Singapore |

## Các giải thưởng đặc biệt
| Giải thưởng           | Thí sinh                          |
| --------------------- | --------------------------------- |
| Best in Evening Gown  | - Hoa Kỳ – Melony Munro           |
| Best Talent           | - Thái Lan – Arissara Kankla      |
| Miss Congeniality     | - Puerto Rico – Tianna Lee Rivera |
| Miss Photogenic       | - Trung Quốc – Mika               |
| Miss Popular Vote     | - Việt Nam – Nguyễn Hà Dịu Thảo   |
| Best National Costume | - Việt Nam – Nguyễn Hà Dịu Thảo   |
| Wonder Woman Award    | - Việt Nam – Nguyễn Hà Dịu Thảo   |

### Best in Talent
| Kết quả     | Thí sinh                     |
| ----------- | ---------------------------- |
| Chiến thắng | - Thái Lan – Arissara Kankla |
| Giải nhì    | - Hoa Kỳ – Melony Munro      |
| Giải ba     | - Trung Quốc – Mika          |

## Thí sinh tham gia
Cuộc thi có tổng cộng 22 thí sinh tham gia:
| Quốc gia/Lãnh thổ | Thí sinh            | Tuổi | Quê quán         |
| ----------------- | ------------------- | ---- | ---------------- |
| Brazil            | Isabella Santorinne | 29   | Amazon           |
| Campuchia         | VanBe Toch          | 25   | Phnôm Pênh       |
| Canada            | Adrian Reyes        | 29   | Manitoba         |
| Trung Quốc        | Mika                | 28   | Bắc Kinh         |
| Colombia          | Ange La Furcia      | 31   | Bogotá           |
| Ecuador           | Anahi Festerling    | 32   | Quito            |
| Indonesia         | Millen Cyrus        | 24   | Lampung          |
| Nhật Bản          | Kamakama Tomo       | 27   | Tokyo            |
| Lào               | Por Kanrayany       | 27   | Viêng Chăn       |
| Malaysia          | Zielisya            | 25   | Kuala Lumpur     |
| Mexico            | Ivanna Cazares      | 32   | Thành phố Mexico |
| Hà Lan            | Solange Dekker      | 27   | Amsterdam        |
| Nicaragua         | Brenda Lopez        | 28   | Managua          |
| Peru              | Luna Reategui       | 22   | Lima             |
| Philippines       | Lars Pacheco        | 26   | Pasay            |
| Puerto Rico       | TiannaLee Rivera    | 33   | San Juan         |
| Singapore         | Qatrisha Zairyah    | 32   | Singapore        |
| Tây Ban Nha       | Victoria Fernandes  | 31   | Madrid           |
| Thái Lan          | Kwang Arissara      | 22   | Phuket           |
| Hoa Kỳ            | Melony Munro        | 34   | New York         |
| Venezuela         | Miranda Monasterios | 27   | Caracas          |
| Việt Nam          | Nguyễn Hà Dịu Thảo  | 23   | Hải Dương        |

## Chú ý

### Lần đầu tham gia
- Hà Lan

### Trở lại
- Lần cuối tham gia vào năm 2016:
  -  Tây Ban Nha
- Lần cuối tham gia vào năm 2019:
  -  Nicaragua
- Lần cuối tham gia vào năm 2020:
  -  Trung Quốc
  -  Singapore

### Bỏ cuộc
- Pháp
- Honduras
- Ấn Độ
- Hàn Quốc
- Paraguay
- Đài Loan